# WWE 2K
WWE 2K (ранее известная как WWE/F SmackDown! (2000—2004), WWE SmackDown vs. Raw (2004—2010 и WWE (2011—2012) — серия игр, разрабатываемая Yuke’s и выпускаемая компанией THQ вплоть до своего банкротства. С 2013 года игра выпускается компанией 2K Games. Игра основана на рестлинг-шоу всемирно известного рестлинг-промоушена WWE.
Серия была начата с игры WWF SmackDown! в 2000 году, и разрабатывалась эксклюзивно для линейки Sony PlayStation. Начиная с WWE SmackDown! vs. Raw, выпущенной в 2004 году, игра стала разрабатываться для PlayStation Portable; начиная с WWE SmackDown! vs. Raw 2007 — для Xbox 360, Nintendo DS и Wii, а также для мобильных платформ. В Японии игра выпускалась под названием Exciting Pro Wrestling до 2005 года. Начиная со SmackDown vs. Raw 2006, THQ стали издавать игру в Японии под общим названием.
Игра была воспринята достаточно тепло, а WWE SmackDown vs. Raw 2009 была поставлена на 31 и 28 места (в списках Xbox 360 и PlayStation 3 соответственно) в списке IGN «100 лучших игр». WWE SmackDown vs. Raw 2009 продалась лучше всех игр серии — только в 2009 было продано 47 миллионов копий оной.

## Геймплей
С релизом WWE SmackDown vs. Raw 2007 была представлена новая механика игры — новая схема управления и захватов, названная «Ultimate Control Moves». В отличие от предыдущих игр серии, когда игроку требовалось всего две кнопки — захвата и удара, в новой игре игрокам была предоставлена возможность выбирать позицию для захвата и продолжение захвата атакой, которое зависело от позиции (для каждой позиции было предусмотрено по несколько ударов и атак). Для примера, игрок мог встать в позицию для проведения суплекса, и после этого провести любой из нескольких суплексов — игрок выбирал его сам. Перед релизом WWE SmackDown vs. Raw 2008, игроки потребовали от разработчиков развитие системы болевых. Разработчики услышали фанатов серии, и в новой игре появилась новая система болевых, в которой игроку требовалось двигать аналоговый стик на геймпаде, чтобы заставить соперника сдаться, но соперник будет делать все возможное, чтобы вырваться, или же заставить сдаться вас, если он удерживает болевой захват.
В каждой игре из серии SmackDown vs. Raw на экране отображалась фигурка человека, которая показывала, какие повреждения и в каких частях тела получил рестлер. Чем больше повреждена какая-либо часть тела, тем успешнее будет болевой захват на неё. Цвет показывал, насколько серьёзными являются повреждения — жёлтым цветом показывались минимальные повреждения, оранжевым — не особо серьёзные, красным — серьёзные повреждения. В SmackDown vs. Raw 2010 эта система была вырезана, и о повреждениях можно было узнать лишь по виду рестлера — если у того что-либо повреждено, тот будет держаться за это рукой, либо прихрамывать (в случаях с повреждениями ног). В WWE '12 система индикации повреждений вернулась — при нажатии на правый бампер геймпада рядом с противником, вы можете увидеть повреждения оного, а также сделать удар по ногам, рукам или голове. При этом, свои повреждения вы можете увидеть лишь по поведению бойца. В игре присутствует четыре основных способа победить в матче — удержания, болевой, нокаут, победа по отсчету; так же присутствует и ничья. С появлением рефери на ринге в WWF SmackDown! Just Bring It, появилась возможность выиграть по дисквалификации. К слову, существует несколько режимов, в которых можно победить другими способами — лестничные бои (к ним можно отнести и бои Tables, Ladders and Chairs), где победа присуждается тому, кто снимет какой-либо предмет, к которому можно подняться лишь по лестнице; матч со столами, где победить можно, бросив соперника через стол; матчи Inferno, где победа даётся тому, кто выбросил соперника через огонь.
Релиз WWE SmackDown! vs. Raw позволил игрокам выбирать между фейсом (любимцом публики) и хилом («плохим парнем»). Хил будет получать плохую реакцию в зале, в то время как фейс будет принят тепло. Хил будет пытаться делать «грязные» приёмы — атаковать рефери, использовать нелегальные предметы (стулья, палки). Фейс же будет драться честно, и повышать свой настрой за счет зала. Всё это приведет к одному — возможности использовать свой коронный приём. Тут так же наблюдаются различия — фейс сделает честный и красивый приём, в то время как хил может ударить между ног, либо попытаться задушить.
Релиз WWE SmackDown! vs. Raw 2006 привнёс в игру систему выносливости, которая отображала выносливость рестлера в виде полоски на экране. Во время использования сложного приёма или при быстром передвижении полоска выносливости снижалась. Когда же рестлер находится в «состоянии покоя» (стоит или делает несложные приёмы), выносливость накапливается. Когда запас сил рестлера иссякает, действия того сильно замедляются. Если запас сил иссяк, рестлер падает на пол от усталости, и поднимается лишь тогда, когда запас выносливости немного повысится. Система была вырезана и заменилась на стандартную с релизом WWE SmackDown vs. Raw 2008.
Новая система захватов пришла с WWE '12. Персонажи теперь используют приёмы на основе физического состояния противника. Появились новые возможности атаки лежащего на полу противника. Переработана система удержаний — теперь стало сложнее вырваться сильно повреждённому рестлеру. Возможность «воровать» завершающие приёмы вернулась. Система «Возвращение» англ. «Comeback» позволяла использовать набор определённых действий, правильно исполнив которые, рестлер получал возможность использовать коронный и завершающий приёмы. Снова изменилась система болевых — теперь стало проще выбрать часть тела для проведения приёма на неё, а чтобы выбраться из захвата или заставить сдаться оппонента снова стало нужно быстро жать кнопки (эта система стала более реалистичной). Моменты «OMG!» были представлены в новой WWE '13 — к ним можно отнести пролом ограждений, ринга или комментаторского стола. Весовые категории так же получат обновление — теперь легковесы (такие, как Рэй Мистерио) не смогут поднять тяжеловесов (таких, как Биг Шоу). Удержания теперь станут зависеть не только от общего повреждения тела рестлера, но и от силы проведения приёма перед удержанием. В новой игре серии, наряду с выбором арены, рестлера и числа завершающих приёмов в начале матча (что позволит проводить короткие сюжетные матчи), появится выбор темпа боя, который зависит так же от сложности ИИ. Такие факторы как повреждения, агрессивность, вырывания из удержаний и частые реверсивные действия будут влиять на темп.

### Режим «Сезон»/«Дорога на WrestleMania»/Режим «Attitude Era»/Режим «30 Years of WrestleMania» /Режим «2K Showcase»
В серии WWE SmackDown vs. Raw игроку было позволено выбрать рестлера из ростера игры и участвовать им в режиме, именуемым «Сезон». В этом режиме игроки проходят вместе с выбранными рестлерами тернистый путь к вершине, зарабатывают уважение коллег-рестлеров и популярность фанатов. Как и реальные звезды WWE, их протеже в серии WWE SmackDown vs. Raw участвовали в различных сюжетных линиях, которые влияли на многое в их дальнейшем пути. Начиная с WWE SmackDown! Shut Your Mouth, в игры был включен так называемый «драфт», и в игре впервые появились несколько брендов. Теперь игрок мог защищать и выигрывать титулы того бренда, за которым он закреплен, драться с теми рестлерами, которые присутствуют именно в ростере этого бренда. Кстати, выигрыш титула давал рестлеру в «Сезоне» бо́льшую популярность и более частые появления в главных боях («Main Event»). Венцом карьерного года становится матч на WrestleMania, главном PPV событии WWE. После этого PPV, карьера начинается заново (новый сезонный год), с тем же выбранным рестлером и теми же настройками. Далее проводится WWE Draft Lottery, в результате коей рестлер закрепляется за тем или иным брендом.
Режим «Сезон» был заменен режимом «Дорога на WrestleMania», начиная с WWE SmackDown vs. Raw 2009, и был включен в каждую последующую игру, включая WWE '12. В этом режиме игроки проходят различные сюжетные линии для нескольких рестлеров. Прохождение некоторых сюжетов стало можно проходить в кооперативе (то есть вдвоем). Этот режим стал менее аркадным, нежели его предшественник.
«Дорога на WrestleMania» была заменена режимом «Attitude Era» в игре WWE '13. В этом режиме игроки проходят несколько сюжетных линий, имевших место в одно из самых запоминающихся времен в истории профессионального рестлинга — в Attitude эре, которая длилась с 1997 года до начала первого десятилетия двадцать первого века (соответственно и прохождение режима происходит в это время).
Режим карьеры поменялся в игре WWE 2K14 с «Attitude Era» на «30 Years of WrestleMania» в честь тридцатилетия главного шоу World Wrestling Entertainment — WrestleMania (русск. Рестлмания). По пути прохождения режима игроку придется участвовать на многих РестлМаниях, например в РестлМании III, РестлМании XIV или РестлМании 29.
Режим «2K Showcase» представляет собой документальную часть игры, в которой будут затрагиваться самые известные противостояния в WWE/F —
естественно, с геймплейными вставками. Подтверждёнными противостояниями стали битвы (как словесные, так и бойцовские) СМ Панка и Джона Сины в 2011—2013 годах, а также баталии 2002—2004 годов между Игроком и Шоном Майклзом. В общей сложности эти два противостояния пройдут на протяжении 33 матчей. Каждый из матчей будет сопровождаться исторической частью, а также аутентичными аренами, костюмами рестлеров и типами матчей.

### Режим «Season»/Режим «Вселенная WWE»
Режим «Season» (англ."Сезон" или «Карьера») впервые появился с серией «WWF SmackDown!» и продолжил развиваться с сериями «WWE Raw» и «WWE SmackDown! vs. Raw» вплоть до 2010 года. В отличие от режима «WWE Universe» в режиме «Season» нельзя было самому назначать матчи, за игрока это делал компьютер (сам игрок мог только выбирать, за какого персонажа он будет играть в сезоне). Также можно было проходить режим вдвоем, втроем, и даже вчетвером, причем каждый играл за своего выбранного рестлера.
Режим «Вселенная WWE» (англ. «WWE Universe») впервые появился в SmackDown vs. Raw 2011, заменив режим «Season». В режиме строились сюжеты, события и отношения между рестлерами (от дружбы до вражды), которые могли улучшиться или ухудшиться в результате матча или какой-либо катсцены. Игрок в этом режиме может сам контролировать бои и создавать катсцены, фьюды, сторилайны. Игрок может участвовать в каждом матче на протяжении всего режима любым рестлером. В отличие от режима «Season» этот режим имел точные временные границы и в него можно было играть только один игровой год (но его можно было сбросить после прохождения и начать сначала). Катсцены могли появляться перед, во время или после матча. В WWE '13 режим был улучшен, появилось много опций, в частности опции «Статистика» и «Сброс WWE Universe». В режиме стало можно как редактировать арены, ППВ или домашние шоу (вроде Raw или SmackDown!), так и создавать свои собственные. Со следующим годом функциональность расширилась возможностью создания преднастроенных «Противостояний», улучшенной настройкой шоу и матчей.

### Режим «Демонстрация»

Скриншот лестничного боя (участники — Джефф Харди и Курт Энгл) в игре SmackDown! 2: Know Your Role

В каждой игре серии, помимо других режимов, существовал режим «Демонстрация», в котором доступны все возможные для определённой игры типы матчей. Базовыми матчами для каждой игре считались обычные бои «1-на-1», где игрок выбирал рестлера и боролся либо с ИИ, либо с другим игроком. Существуют и командные матчи, где пара рестлеров объединяется для боя с другой командой. Командные матчи могут быть как «2-на-2», так и «3-на-3». Помимо обычных матчей, в игры включены режимы без правил — матчи со столами, стульями, лестницами и другими предметами (гитары, палки, мусорные баки, колючая проволока); матчи в клетке (существует три типа матчей в клетке — в одном необходимо просто выбраться из клетки, чтобы победить в матче, во втором клетка чуть шире и не ставит целью выбраться оттуда, поэтому способы победы разнообразны — удержание, болевой, нокаут; третий тип называют «Elimination Chamber» — матч начинают двое, через определённое время к ним присоединяются по очереди ещё четыре рестлера — целью является остаться единственным в клетке (к слову, этот режим впервые появился в игре WWE SmackDown! Here Comes the Pain). В каждой игре также присутствует матч «Royal Rumble», основанный на существующем в настоящем WWE бое — целью является остаться единственным среди ещё девяти, девятнадцати, двадцати девяти или тридцати девяти рестлеров (в WWE '12 впервые появился «Royal Rumble» на 40 человек). В 2009 году был представлен тип матча Inferno (целью является выбросить соперника через канаты; «фишкой» боя является огонь вокруг ринга), а в 2010 — Championship Scramble-матч. В SmackDown vs. Raw 2010 режим был переименован из «Демонстрации» в «Играть/Игра».

### Сетевая игра
Сетевая игра впервые появилась в WWE SmackDown! vs. Raw, и была доступна обладателям Sony PlayStation 2 и сетевого адаптера к нему. Игра по сети была весьма неполноценной — игроки имели только два режима для игры — обычный «1-на-1», а также «Bra and Panties» матч, в котором, играя за Диву, вы должны снять как можно больше одежды с соперницы. С релизом WWE SmackDown! vs. Raw 2006 в сетевом режиме появилось больше разновидностей матчей, появилась защита созданных вами титулов и поддержка четырёх игроков одновременно. Выход WWE SmackDown vs. Raw 2008 на консоли Xbox 360 (на PS3 эта возможность появилась только в следующей игре серии), игроки могли выбирать музыку с жёсткого диска их консоли и импортировать в игру, после чего применять её к выхода рестлера/Дивы на ринг.

### Ростер
Каждая игра из серии WWE SmackDown vs. Raw включала в себя реально существующий ростер WWE, состоящий из рестлеров и Див. Каждый год, с уходом старых и приходом новых рестлеров в реальной жизни, рестлеры менялись и в игре. С WWF SmackDown! до WWF SmackDown! Just Bring It рестлеры не были прикреплены ни к какому бренду. А в 2002, WWE произвело деление брендов на Raw и SmackDown!. В WWE SmackDown! Shut Your Mouth впервые появились именно разделенные бренды. В 2006 году, WWE запустила в эфир новый бренд — ECW, носивший название от промоушена Extreme Championship Wrestling. Впервые этот бренд появился в WWE SmackDown vs. Raw 2008. WWE с 2002 года проводит ежегодное событие — «WWE Draft», в результате которого некоторые рестлеры (выбираются лотереей) переходят с бренда на бренд. Игра входит в стадию разработки после того момента, как происходит Драфт, а значит, результаты Драфта отражаются в играх. В WWE SmackDown! Here Comes the Pain впервые появилась церемония WWE Hall of Fame. Так называемые «Выпускники» (Alumni) и участники Зала Славы были включены вплоть до WWE SmackDown vs. Raw 2008, а вот уже в следующей игре серии их не было из-за разработки WWE Legends of Wrestlemania. WWE SmackDown vs. Raw 2009 стала первой игрой, в которой присутствовали персонажи, поставляемые как DLC. В WWE 2K14 в ростер вернулись отсутствующие долгое время Голдберг и Халк Хоган, впервые со SmackDown vs. Raw 2011 в игре появился Джейк «Змея» Робертс. Бруно Саммартино также получил играбельную модель в WWE 2K14, тем самым совершив свой дебют в серии.
Интересным фактом является то, что в каждой из игр серии присутствовали: Гробовщик, Triple H, Кейн, Edge, Винс МакМэн (иногда он появлялся как неиграбельный персонаж).

### Режимы создания
Игры серии включали в себя возможность создать своего рестлера или Диву, включая набор движений и выход на ринг. Эта возможность впервые стала доступна с выходом WWF SmackDown! в 2000 году. Первые изменения в этот режим пришли с WWF SmackDown! 2: Know Your Role — игрок мог создать и настроить коронные движения (разогрев публики, насмешка над соперником). В WWE SmackDown! Shut Your Mouth появилась возможность изменять походку рестлера. Настроить выход к рингу стало возможно с релизом WWE SmackDown vs. RAW 2006. Продолжение усовершенствования пришло с WWE SmackDown vs. Raw 2007, где во время выхода рестлера стало возможно добавить спец. эффектов и пиротехники. Помимо режима создания рестлера, в играх серии были и другие режимы. К примеру, в WWE SmackDown vs. Raw 2009 появился режим «Создай завершающий удар/приём». Игроку на выбор предоставлялось 500 анимаций, из которых, выбрав до 10, можно было создать свой собственный, неповторимый завершающий приём. На консолях X360 и PS3 с релизом WWE SmackDown vs. Raw 2010 стало возможным настраивать цвет одежды уже существующим рестлерам WWE. Режим существует в играх серии по сей день и носит название «Superstar Threads». В этой же игре серии появился режим «Создай Сюжет», в котором можно было создать свою собственную сюжетную линию, состоящую из промо, сегментов и боёв. Новая возможность — «Создай Арену» появилась с релизом WWE '12, в которой игроку предлагалось создать 50 собственных арен для боёв на них. Эта возможность также подтверждена в WWE '13 — с серьёзными изменениями в режиме. Таким образом, в WWE '13 режим был серьёзно расширен, были учтены все недоработки из предыдущей игры. Режимы создания с переходом от THQ к 2K не перестали улучшаться — WWE 2K14 порадовала фанатов возможностью создать уникальные персонажи на основе «голов» и «тел» реальных звёзд WWE, а также вернувшейся возможностью создать по-настоящему собственные титулы.

## Разработка

### Эра THQ

WWE '13 стала последней игрой THQ про рестлинг до её банкротства

Каждая игра из серий SmackDown!, WWE SmackDown vs. Raw и WWE разрабатывалась и разрабатывается под руководством Yuke’s и до 2013 года издавалась THQ. Изначально, игровой движок был взят из японской серии игр о рестлинге Toukon Retsuden, которая так же разрабатывалась Yuke’s. До релиза WWE SmackDown! vs. Raw, единственным средством информации в игре были субтитры. Голос был добавлен в режим «Сезона» только с началом серии WWE SmackDown! vs. Raw. Настоящие рестлеры WWE записали свои голоса, и те были использованы в сценах для протеже рестлеров в игре. Комментаторы в игре так же были — с релиза WWF SmackDown! Just Bring It каждая игра имела комментарии.
Студия Yuke’s в Йокогаме (Япония) работала совместно с букерами WWE — они создавали сюжетные линии для «сезонного» режима для каждой из игр серии WWE SmackDown! vs. Raw. Начиная с WWE SmackDown vs. Raw 2007, каждая игра выходила на более чем одну консоль. Yuke’s так же занималась портированием, чтобы игровой движок поддерживал новые для игры платформы.

### Эра 2K
19 декабря 2012 года THQ объявила о своём банкротстве. После долгих судебных и экономических тяжб, THQ покинула рынок, распродав все свои активы на аукционе, прошедшем 22 января.
WWE Games получила хозяина позже остальных. 20 февраля, после месяца слухов и догадок, был публично объявлен покупатель серии и её издатель на последующие 5 лет — 2K Games. Первая игра под их крылом — WWE 2K14 — разработана командами Yuke’s (разработчик серии на протяжении всего её существования) и Visual Concepts (разработчик серий игр, издаваемых под эгидой 2K Sports) и вышла осенью 2013 года. Несмотря на то, что игра вышла на, по сути, всё том же движке, она выглядела свежее, насыщеннее и динамичнее, нежели WWE '13, чем завоевала сердца фанатов игр про рестлинг по всему миру.
WWE2K16 вышла 28 октября 2015 года. Крупных нововведений, за исключением новой системы болевых (которая была не уникальной в данной вселенной жанра), не было замечено пользователями, как и множества мелких. В ростере WWE2K16 120 персонажей, в то время как в WWE2K15 лишь 60.

## Отзывы
| Игра                               | Платформа | Дата релиза | Metacritic | GameRankings |
| ---------------------------------- | --------- | ----------- | ---------- | ------------ |
| WWF SmackDown!                     | PS        | 2000        | 87/100     | 87 %         |
| WWF SmackDown! 2: Know Your Role   | PS        | 2000        | 90/100     | 85 %         |
| WWF SmackDown! Just Bring It       | PS2       | 2001        | 76/100     | 78 %         |
| WWE SmackDown! Shut Your Mouth     | PS2       | 2002        | 82/100     | 84 %         |
| WWE SmackDown! Here Comes the Pain | PS2       | 2003        | 85/100     | 86 %         |
| WWE SmackDown! vs. RAW             | PS2       | 2004        | 80/100     | 81 %         |
| WWE SmackDown! vs. RAW 2006        | PS2       | 2005        | 84/100     | 84 %         |
| WWE SmackDown! vs. RAW 2006        | PSP       | 2005        | 81/100     | 82 %         |
| WWE SmackDown vs. Raw 2007         | PS2       | 2006        | 80/100     | 78 %         |
| WWE SmackDown vs. Raw 2007         | PSP       | 2006        | 78/100     | 80 %         |
| WWE SmackDown vs. Raw 2007         | Xbox 360  | 2006        | 81/100     | 80 %         |
| WWE SmackDown vs. Raw 2008         | PS2       | 2007        | 71/100     | 71 %         |
| WWE SmackDown vs. Raw 2008         | PS3       | 2007        | 74/100     | 81 %         |
| WWE SmackDown vs. Raw 2008         | PSP       | 2007        | 68/100     | 67 %         |
| WWE SmackDown vs. Raw 2008         | Xbox 360  | 2007        | 71/100     | 70 %         |
| WWE SmackDown vs. Raw 2008         | Wii       | 2007        | 59/100     | 61 %         |
| WWE SmackDown vs. Raw 2008         | Mobile    | 2007        | N/A        | 55 %         |
| WWE SmackDown vs. Raw 2008         | NDS       | 2007        | 61/100     | 62 %         |
| WWE SmackDown vs. Raw 2009         | NDS       | 2008        | N/A        | 56 %         |
| WWE SmackDown vs. Raw 2009         | PS2       | 2008        | 78/100     | 77 %         |
| WWE SmackDown vs. Raw 2009         | PS3       | 2008        | 78/100     | 78 %         |
| WWE SmackDown vs. Raw 2009         | PSP       | 2008        | N/A        | 73 %         |
| WWE SmackDown vs. Raw 2009         | Wii       | 2008        | 90/100     | 78 %         |
| WWE SmackDown vs. Raw 2009         | Xbox 360  | 2008        | 80/100     | 80 %         |
| WWE SmackDown vs. Raw 2010         | NDS       | 2009        | 75/100     | 73.29 %      |
| WWE SmackDown vs. Raw 2010         | PS2       | 2009        | N/A        | 76.00 %      |
| WWE SmackDown vs. Raw 2010         | PS3       | 2009        | 83/100     | 81.59 %      |
| WWE SmackDown vs. Raw 2010         | PSP       | 2009        | N/A        | 71.00 %      |
| WWE SmackDown vs. Raw 2010         | Wii       | 2009        | 78/100     | 79.00 %      |
| WWE SmackDown vs. Raw 2010         | Xbox 360  | 2009        | 80/100     | 82.59 %      |
| WWE SmackDown vs. Raw 2011         | PS2       | 2010        | N/A        | 80 %         |
| WWE SmackDown vs. Raw 2011         | PS3       | 2010        | 74/100     | 81 %         |
| WWE SmackDown vs. Raw 2011         | PSP       | 2010        | N/A        | N/A          |
| WWE SmackDown vs. Raw 2011         | Wii       | 2010        | 72/100     | 73.75 %      |
| WWE SmackDown vs. Raw 2011         | Xbox 360  | 2010        | 75/100     | 81 %         |
| WWE '12                            | PS3       | 2011        | 74/100     | 73 %         |
| WWE '12                            | Wii       | 2011        | N/A        | 80.00 %      |
| WWE '12                            | Xbox 360  | 2011        | 76/100     | 79.25 %      |
| WWE '13                            | PS3       | 2012        | 75/100     | 75.86 %      |
| WWE '13                            | Xbox 360  | 2012        | 79/100     | 79.56 %      |
| WWE '13                            | Wii       | 2012        | 62/100     | 65.00 %      |

Оригинальная WWF SmackDown! была одной из самых популярных игр для консоли PlayStation в 2000 году и была продана более миллионом копий. Игра была раскритикована за слабый режим «Сезон» (англ. Season mode) — недостаток сюжетов и свободы действий сделали режим неинтересным и проходным, а сам режим был назван «разочарованием». WWF SmackDown! 2: Know Your Role получили лучшие отзывы в сравнении с первой игрой — к примеру, IGN заявили, что раскритикованный ранее «сезонный» режим «теперь работает должным образом», но игре не хватает комментаторов — обычной музыки было недостаточно. WWF SmackDown! Just Bring It, следуя словам IGN, сделали небольшой шаг к улучшению режима «Season», а GameSpot заявили, что появление комментаторов не улучшает игровой процесс, а наоборот — отвлекают и не делают игру лучше.
WWE SmackDown! Shut Your Mouth и WWE SmackDown! Here Comes the Pain получили гораздо более позитивные отзывы и от IGN, и от GameSpot, расхвалили улучшения в режиме «Сезона», хотя проблемы все ещё проглядывались, но уже меньшие. Одной из особенностей режима в новых играх серии стало то, что сюжеты в режим писались настоящими букерами WWE. Обе игры всё так же были дополнены музыкой, но уже в лучшем качестве. Shut Your Mouth, хоть и делала продвижения в комментариях в игре, но не снискала успеха, и была абсолютно вырезана в Here Comes the Pain. WWE SmackDown! vs. RAW заработала самые тёплые отзывы среди предыдущих — GameShark писали, что эта игра — «великолепное продолжение линейки SmackDown! — улучшенная графика, отличный геймплей и много других наворотов делают игру сияющей». WWE SmackDown! vs. RAW 2006 получили оценку 9.2 из 10 от IGN — они хвалили режим Генерального Менеджера и новые типы матчей. WWE SmackDown vs. Raw 2008 оценили достаточно жестоко — многие были недовольны тем, что в игре почти ничего не изменилось, а добавленные «фишки» управления только ухудшали геймплей.

### Комментарии
1. ↑  На Playstation 3 и Xbox 360
2. ↑  На Microsoft Windows, Playstation 4 и Xbox One